# Hector Horeau
Hector Horeau (Versailles, 4 ottobre 1801 – Parigi, 29 settembre 1872) è stato un architetto francese.
Studiò alla École nationale supérieure des beaux-arts di Parigi e realizzò diversi viaggi di studio in Italia e Grecia. Come architetto è noto principalmente per le sue ricerche sull'uso del ferro e del vetro nelle costruzioni.

## Riferimenti nella cultura di massa
È il protagonista del romanzo Un si bel espoir di Michel Ragon e uno dei personaggi di Castelli di rabbia di Alessandro Baricco.